# Remigia pavona
Remigia pavona là một loài bướm đêm trong họ Erebidae.